# Droga krajowa B448 (Niemcy)
Droga krajowa 448 (niem. Bundesstraße 448) – niemiecka droga krajowa przebiegająca na osi wschód - zachód z Offenbachu do węzła Obertshausen na B45 w południowej Hesji.
Planowana była rozbudowa drogi do Frankfurtu, plany te jednak porzucono. Podobny los spotkał plany rozbudowy drogi w kierunku wschodnim do autostrady A45.
Droga jest częściowo czteropasmową drogą ekspresową.